# 宇都宮市役所
宇都宮市役所（うつのみやしやくしょ）は、日本の地方公共団体である宇都宮市の組織が入る施設（役所）である。

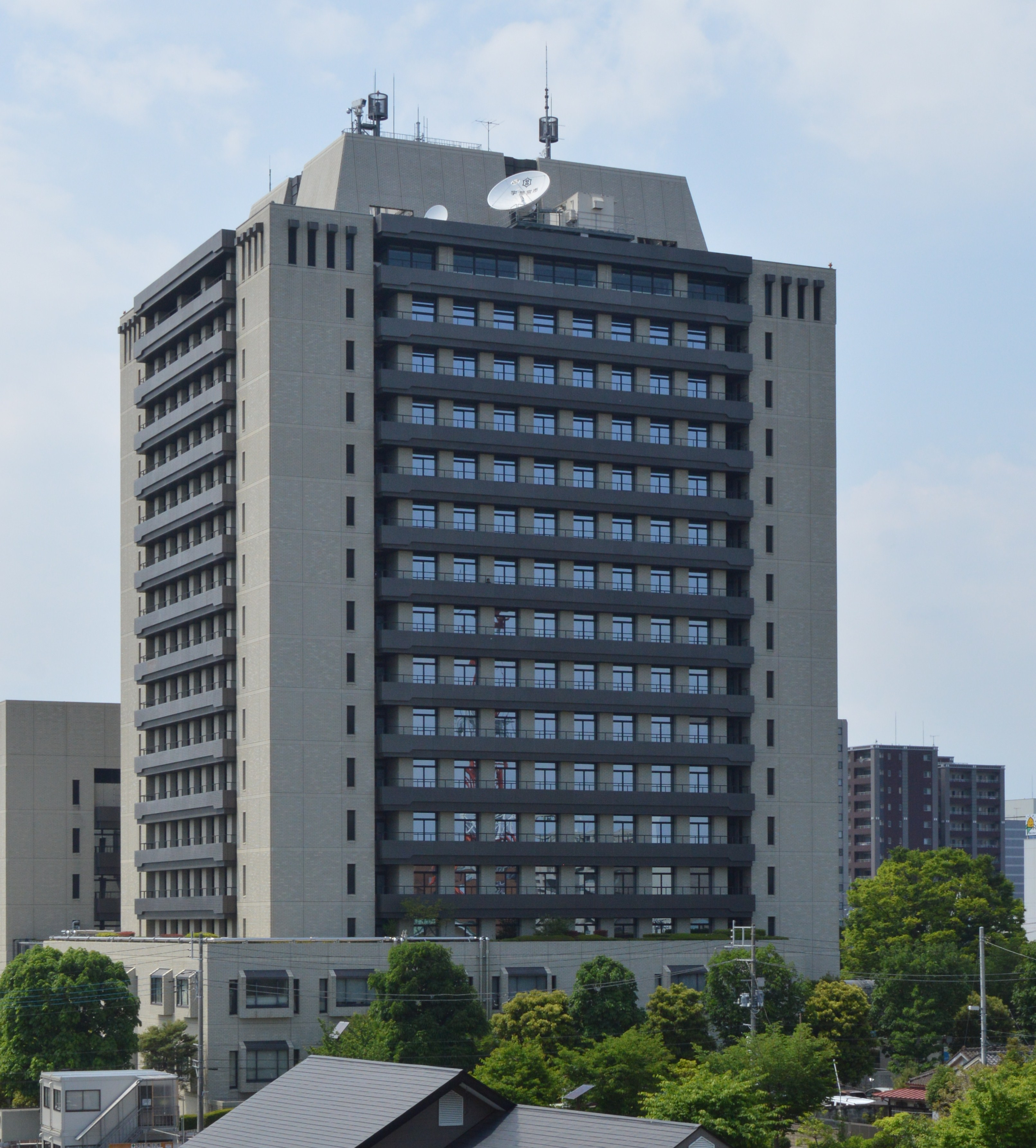
宇都宮市役所

## 庁舎
- 所在地：〒320-8540　栃木県宇都宮市旭1丁目1番5号

2021年現在
| 階  | 概 要 |
| --- | --- |
| 16F | 16A会議室、16B会議室、レストラン、東展望室「眺めて宮」 |
| 15F | 検査室、常勤監査委員室、監査委員事務局、監査委員室、選挙管理委員会室、選挙管理委員会事務局、15A会議室 |
| 14F | 大会議室、14A会議室、14B会議室、14C会議室、14D会議室 |
| 13F | 教育長室、教育次長室、教育委員室、教育企画課、学校管理課、学校教育課、学校健康課、生涯学習課、教育相談室 |
| 12F | 環境部長室、環境政策課、環境保全課、廃棄物対策課、ごみ減量課、廃棄物施設課、文化課、スポーツ振興課、12A会議室 |
| 11F | 都市整備部長室、都市計画課、NCC推進室、景観みどり課、建築指導課、公園管理課、外部監査人室、11A会議室 |
| 10F | 市民まちづくり部長室、みんなでまちづくり課、市街地整備課、再開発室、東部区画整理事業課、西部・北部区画整理事業課 |
| 9F  | LRT企画課、協働広報室、LRT整備課、建築保全課、建築課、住宅政策課 |
| 8F  | 建設部長室、技術監理課、道路管理課、道路保全課、道路建設課、河川課、建設用地室 |
| 7F  | 経済部長室、産業政策課、商工振興課、中小企業融資振興会、観光交流課、都市魅力創造課、大谷振興室、農業企画課、農林生産流通課、農業委員会室、農業委員会事務局、7A会議室                                                                 |
| 6F  | 経営管理課、交通政策課、うつのみや市政研究センター、6A会議室 |
| 5F  | 総合政策部長室、政策審議室、スーパースマートシティ推進室、地域政策室、駅東口整備室、理財部長室、管財課、契約課、用地課、土地開発公社、入札室、5A会議室、連絡通路（議会棟へ）                                                         |
| 4F  | 行政経営部長室、行政総務課、公平委員会、財政課、人事課、職員互助会、危機管理課、市政記者クラブ、懇談室 |
| 3F  | 市長室、副市長室、特別応接室、第1応接室、第2応接室、特別会議室、秘書課、広報広聴課、連絡通路（議会棟へ） |
| 2F  | 保健福祉部長室、保健福祉総務課、高齢福祉課、地域包括ケア推進室、子ども部長室、子ども未来課、子ども家庭課、子ども家庭支援室、保育課、税制課、納税課、特別収納対策室、市民税課、資産税課、生活安心課、男女共同参画課、市民相談コーナー |
| 1F  | 会計管理者室、出納室、市民課、保険年金課、保健と福祉に関する相談、障がい福祉課、生活福祉第1課、生活福祉第2課、総合案内、行政情報センター、学習文化情報センター、足利銀行宇都宮市役所支店、喫茶室、市民ホール、わく・わくショップU    |
| B1F | 文書集配室、印刷室、職員健康相談室、運転手控室、計量検査室、売店、職員労働組合、B1中会議室、書庫、地下中央案内、ゴミ収集室、B1A会議室                                                                                                |
|     | 議会棟 |
| 6F  | 傍聴席 |
| 5F  | 議場、議員協議会室、記者席、連絡通路（本庁舎へ） |
| 4F  | 議員控室、第3･第4･第5委員会室 |
| 3F  | 議長室、副議長室、議会事務局長室、議会事務局、応接室、第1･2委員会室、連絡通路（本庁舎へ） |

## 窓口受付時間

### 市役所本庁舎の窓口業務時間
- 午前8時30分から午後5時15分
- 土曜日・日曜日・祝日・年末年始を除く

#### 午後7時まで本庁舎で延長業務
- 市民課（1階A-1から12番窓口）
  - 住所の異動は、午前8時30分から午後5時15分。
  - 「住民票の写し」、「印鑑登録証明書」、「登録原票記載事項証明書」については、自動交付機で午前8時30分から午後8時まで利用可能。
- 保健福祉総務課（1階B-1番窓口）
- 障がい福祉課（1階B-2･3番窓口）
- 資産税課（2階C-1から3番窓口）
- 税制課（2階C-7･8番窓口）
- 納税課（2階C-9･10番窓口）
- 高齢福祉課（2階D-7･8番窓口）
- 高齢福祉課 - 介護保険に関すること（2階D-5･6番窓口）
- 子ども家庭課（2階D-11から14番窓口）
- 保育課（2階D-9番窓口）

### 戸籍届（死亡・出生・婚姻など）の受付、斎場・霊柩車使用許可
- 午前8時30分から午後7時（平日）
  - 市民課戸籍係（市役所1階）

- 午前8時30分から午後5時15分（平日）
  - 各地区市民センター・出張所（バンバ出張所を除く）

- 午前10時から午後7時（年末年始を除く毎日）
  - バンバ出張所

- 午前8時30分から午後7時（土曜日・日曜日・祝日）
  - 行政情報センター（市役所1階）

### 戸籍届書のお預り、斎場等の電話予約
- 午後7時から翌日の午前8時30分（夜間、毎日）
  - 警備員室（市役所南側地下1階）

## アクセス
JR宇都宮駅
- JR宇都宮駅西口バスターミナル38番のりば
  - 関東バス「市内循環線（きぶな）」で「市役所庁舎前」下車
- このほか鶴田駅方面、大谷方面、鹿沼方面行きなどの路線で「県庁前」バス停下車、徒歩10分

東武宇都宮駅
- 東武宇都宮駅から徒歩10分
- 「オリオン通り入り口」バス停から関東バス「市内循環線（きぶな）」で「市役所庁舎前」下車

## 出先機関

### 地区市民センター
| 地区市民センター | 所在地           | 画像 |
| ---------------- | ---------------- | ---- |
| 平石             | 下平出町158-1    |      |
| 清原             | 清原工業団地15-4 |      |
| 横川             | 屋板町576-1      |      |
| 瑞穂野           | 下桑島町1030-1   |      |
| 城山             | 大谷町1059-5     |      |
| 国本             | 宝木本町1868-1   |      |
| 富屋             | 徳次郎町80-2     |      |
| 豊郷             | 岩曽町825-1      |      |
| 篠井             | 下小池町466-1    |      |
| 姿川             | 西川田町805-1    |      |
| 雀宮             | 新富町9-4        |      |
| 上河内           | 中里町181-3      |      |
| 河内             | 中岡本町3221-4   |      |

### 出張所
| 出張所 | 所在地                                       | 画像 |
| ------ | -------------------------------------------- | ---- |
| 宝木   | 若草3丁目13-13                               |      |
| 陽南   | 春日町11-1                                   |      |
| 駅東   | 中今泉3丁目5-1                               |      |
| バンバ | 馬場通り4丁目1-1 うつのみや表参道スクエア5階 |      |

## 歴史
1896年（明治29年）4月1日、河内郡宇都宮町が市制施行して宇都宮市が発足した。市役所が事務を開始したのは同年8月1日からで、中河原町86番地（現・中央三丁目）にあった宇都宮町役場をそのまま市庁舎とした。組織は第一課・第二課しかなく、吏員（職員）定数は23人の小さな役所であった。
その後、第14師団の設置による都市発展を経て狭隘化したため、1912年（明治45年）4月、市庁舎を改築した。2階建てで、総工費は200,800円であった。この改築工事が行われた1910年（明治43年）10月から1912年4月までは、旭町一丁目の仮庁舎（後の栃木県済生会宇都宮病院敷地、現・宇都宮中央郵便局所在地）で執務した。
1944年（昭和19年）5月の組織は市長室と庶務・教育・戸籍・厚生・産業経済・土木・水道・財務・警備の9課から成り、職員数は200人で、軍に召集される男性職員が少なくなかったこともあり、女性職員を約30人ほど採用していた。市庁舎は1945年（昭和20年）7月12日の宇都宮空襲で焼失し、翌7月13日は南国民学校（旧・一条中学校敷地、現・ミライト一条）で執務し、さらに翌7月14日には栃木県教育会館（現・栃木県総合文化センター敷地）へ移った。しかし、空襲が激しくなる中で教育会館付近に防空壕がなかったため、同年8月1日には南国民学校へ戻り、同校の講堂を仮庁舎とした。学校を使い続けることは教育上の支障があったため、1947年（昭和22年）4月18日、栃木県公会堂を借り受け、そこへ移転した。翌1948年（昭和23年）2月に、中央・歌橋・戸祭・城東・西・宮の橋の6出張所を設け、配給統制事務などを担当した。
1954年（昭和29年）、栃木県公会堂は栃木会館の建設地となったため仮庁舎の移転が必要になり、5月29日と5月30日の両日で宇都宮市体育館（スポーツセンター）（後の4代目庁舎敷地）へ移転し、同年10月15日に本町（現・栃木県総合文化センター所在地、竣工当時の住所は塙田町356番地）に3代目の市庁舎が竣工した。新庁舎への移転は10月20日・10月21日の両日で行い、10月22日から実務を開始した。なお、庁舎の設計は石本喜久治が行い、大手5社の指名競争入札で落札した清水建設が施工した。建設費は1億9600万円、鉄筋コンクリート構造地上3階地下1階建延床面積6,091.07 m2の庁舎で、朝昼夕の3回時報を流す装置を備えていた。長らく本庁舎が建設されなかったのは、学校や中心市街地の復興を優先したからであった。
1955年（昭和30年）10月に組織として部制を敷き、総務・厚生・経済・建設の4部を置いた。
市制90周年となる1986年（昭和61年）の10月に、新市庁舎が開庁した。建設地は宇都宮城西舘堀があった初代の宇都宮市体育館（スポーツセンター）跡地である。2017年（平成29年）2月27日、市制120周年を祝して、作新学院大学と文星芸術大学が歴代の市庁舎を再現したCGイラストを市に寄贈した。

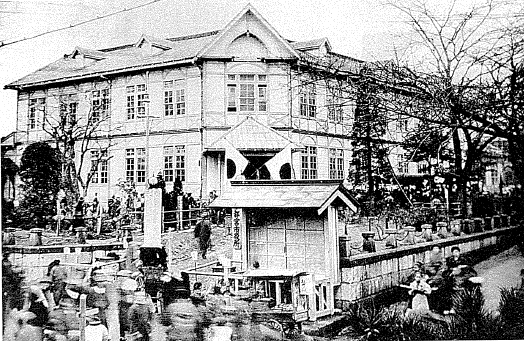
2代目庁舎（1916年撮影）
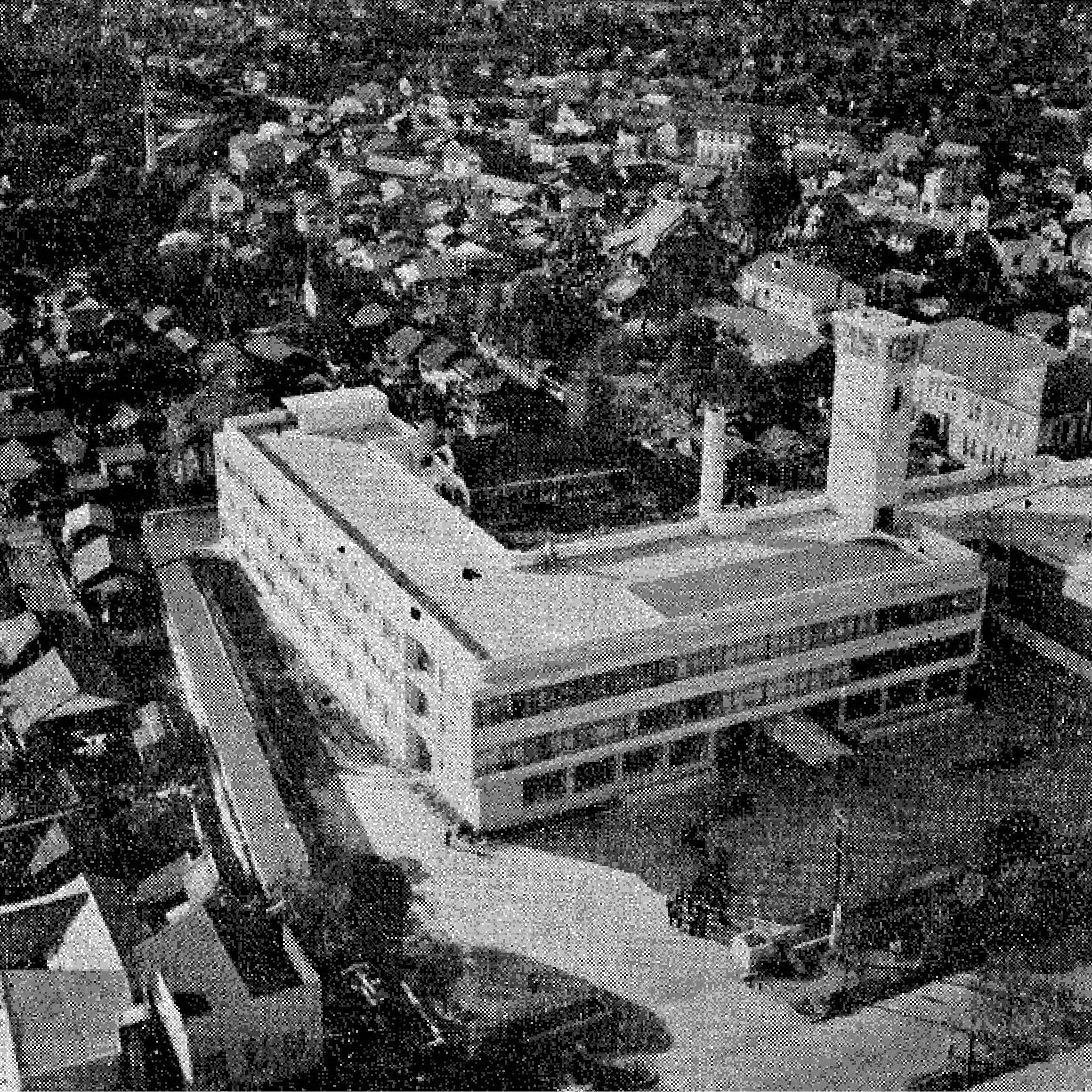
3代目庁舎（1954 - 1955年頃撮影）

## 関連人物
- 小坂光 - 自転車競技選手（元宇都宮ブリッツェン・那須ブラーゼン[17]）、2024年現在現役の市職員[18]
- 立松和平 - 作家、元市職員[19]